# Blair Witch: 20 let poté
Blair Witch: 20 let poté (v anglckém originále Blair Witch) je americký hororový film natočený roku 2016 americkým režisérem Adamem Wingardem. Jedná se o částečný sequel filmu Záhada Blair Witch z roku 1999, který vypráví děj bratra Heather o 20 let po záhadném zmizení Heather a jejích kamarádů Joshe a Mikea. Premiéra filmu se uskutečnila 22. června 2016 na Comic-con v San Diegu a oficiálně poté 15. září ve Spojených státech. V České republice se film dočkal premiéry až 22. února 2017.
Film pracoval s rozpočtem 5 milionů USD a vydělal 45,2 milionů USD.

## Děj
Celý děj filmu se odehrává v roce 2014, tedy 20 let po zmizení Heather Donahue, sestry Jamese, a jejích dvou kolegů a kamarádů, Mikea a Joshe, v hlubokých lesích nedaleko městečka Burkittsville v Marylandu. James najde na YouTube nahrávku, kterou našel mladý pár v burkittsvillském lese. James si myslí, že by mohla být Heather ještě naživu, a proto se rozhodne se za tímto párem vydat, aby zjistil více informací. Přidají se k němu Lisa, Peter a Ashley.
Když přijedou do městečka Burkittsville, tak potkávají mladého muže Lanea s jeho přítelkyní Talií, kteří našli onu kazetu. Společně se i přes počáteční odpor Petera rozhodnou jít stanovat do lesa, kde zmizela Heather, a zjistit o případu co nejvíce informací. Když se procházejí lesem, tak jim Lane s Talií povídají o případu vraha R. Parra i o děsivé minulosti města Blair. Když přecházejí přes řeku, tak si Ashley o něco neznámého rozsekne chodidlo, což jen skupinu zpomalí. Když chtějí z lesa odejít, tak zjistí, že opět došli do tábořiště, kde minulou noc přenocovali. Rozhodnou se proto utábořit, aby si mohla Ashley odpočinout. V noci však slyší podivné zvuky a kroky. Ráno nalézají okolo jejich tábořiště pověšené čarodějnické symboly vyrobené z klacků. James následně zjišťuje, že symboly vyrobili Lane a Talia, aby vystrašili ostatní. Ti jsou donuceni odejít z tábora pryč. Ve skupině začíná být napjatá atmosféra a tak se James rozhodne, že se podívají na cestu dronem. Neznámá síla ho však znehybní a následně shodí do neznáma.
Ashley se noha vůbec nelepší a James zjišťuje, že se do ní dostal zánět. Peter jde pro dřevo na táborák, ale z neznámého důvodu na něho spadne strom a záhadně zmizí. Do tábora se přiřítí Talia s Laneem s poznámkou, že bloudí asi 5 dní aniž by viděli Slunce. Lane následně uprchne do lesů a neznámá entita začne vydávat podivné zvuky. Talia je přelomena vejpůl a jeden ze stanů odletí několik metrů daleko. Parta se tedy v panice rozdělí. Ashley se po chvilce odtrhne od Jamese s Lisou. Blouděním najde strom, na kterém uvíznul ztracený dron. Snaží se vyšplhat na strom a uvolnit ho z větví. Bohužel je shozena neznámou entitou a ihned odtáhnuta mimo záběr.
James s Liz se snaží najít ostatní, ale marně. Nakonec objeví dům, který předtím nikdo neviděl. James vtrhne dovnitř, jelikož viděl v okně stín Heather. Lisa to odmítne a zůstává venku v dešti. James se snaží najít Heather, ale jen blougdí po domě a dostane se do jakési časové smyčky. Lisu nakonec vystraší neznámá vysoká bledá postava (zřejmě čarodějnice z Blair) a utíká též do domu. Narazí na ní Lane, který je zřejmě posedlý, a odtáhne ji do suterénu, kde se ji chystá zabít. Naštěstí mu v tom Lisa zabrání a uprchne skrz podzemní úzký tunel. Lane je nakonec zabit, ale Lisa je pronásledována vysokou postavou s bledou kůží. Nahání Lisu po domě a v zrcadle vytváří paradoxní video shodné s nalezeným záběrem z roku 1994. Najde vystrašeného Jamese a společně pak utíkají před onou vysokou postavou, která předtím pronásledovala Lisu.
Oba se uzamknou v podkroví a září na ně neznámé světlo zvenčí. Poté se s Lisou postaví do rohu, když v tom něco vstoupí do místnosti. James se omlouvá Lise za vše a bere vinu na sebe. Neznámá entita promluví hlasem Jamesovy sestry Heather, což ho donutí se otočit a James mizí bez jakékoliv stopy. Lisa se pomocí kamery dívá za sebe a sleduje situaci a začne kráčet dozadu. Když uslyší znovu Jamesovu omluvu, tak se otočí a neznámá nažloutlá ruka jí stáhne mimo záběr kamery. Ta padá na zem a po několika okamžicích se vypne. 

## Obsazení
| Corbin Reid        | Ashley                       |
| James Allen McCune | James Donahue, bratr Heather |
| Callie Hernandez   | Lisa Arlington               |
| Brandon Scott      | Peter                        |
| Valorie Curry      | Talia                        |
| Wes Robinson       | Lane                         |